# Justicia striolata
Justicia striolata är en akantusväxtart som beskrevs av Gottfried Wilhelm Johannes Mildbraed. Justicia striolata ingår i släktet Justicia och familjen akantusväxter. Inga underarter finns listade i Catalogue of Life.